# Zukunft im Stadtteil
Zukunft im Stadtteil (ZiS) war ein Förderprogramm im Bundesland Brandenburg. Es wurde zu 75 Prozent aus dem Europäischen Fonds für regionale Strukturentwicklung (EFRE) und des Europäischen Sozialfonds (ESF) finanziert, sowie zu 20 Prozent von der jeweiligen Kommune (Eigenanteil) und zu 5 Prozent vom Land Brandenburg. Der Anteil des Landes wurde ab 2006 abgesetzt. Der kommunale Beitrag erhöht sich dadurch auf 25 Prozent.
Der Projektzeitraum begann im Jahr 2000 und endete am 31. Dezember 2006. Insgesamt wurden 16 Städte in Brandenburg gefördert:
- Brandenburg an der Havel
- Cottbus
- Eisenhüttenstadt
- Finsterwalde
- Forst (Lausitz)
- Frankfurt (Oder)
- Fürstenwalde/Spree
- Guben
- Nauen
- Neuruppin
- Oranienburg
- Potsdam
- Prenzlau
- Rathenow
- Schwedt/Oder
- Wittenberge